# Landesgartenschau Überlingen 2021
Die Landesgartenschau Überlingen 2021 war eine Landesgartenschau in Überlingen in Baden-Württemberg.
Die Gartenschau erstreckte sich über fünf Hauptausstellungsbereiche: den neu erschlossenen „Uferpark“ (vom Bahnhof Überlingen Therme im Osten bis hinter die Sylvesterkapelle vor Goldbach im Westen, im westlichen Teil als Umnutzung und erneute Überformung des nach dem Zweiten Weltkrieg als Campingplatz genutzten Abraums des Goldbacher Stollens), die Villengärten in der Nähe des Stadtgartens, die Blumenschauen des Fachverbands Deutscher Floristen in der ehemaligen Kapuzinerkirche, die Menzinger Gärten und die Rosenobelgärten. Der Rundweg verlief durch den Stadtgraben entlang der Stadtmauer und über die Seepromenade an der Schiffslände vorbei.
Nach ursprünglicher Planung sollte die Gartenschau am nördlichen Bodenseeufer als Landesgartenschau Überlingen 2020 vom 23. April bis zum 18. Oktober 2020 stattfinden. Am 26. März 2020 entschied der Aufsichtsrat der verantwortlichen Landesgartenschau Überlingen 2020 GmbH, die Eröffnung aufgrund der COVID-19-Pandemie zu verschieben. Am 13. Mai 2020 wurde die gesamte Gartenschau auf das folgende Jahr verschoben, die Eröffnung war für den 9. April 2021 geplant, fand aber schließlich am 30. April 2021 statt.

## Eröffnung unter Corona-Regeln
Aufgrund der Bestimmungen eines am 22. April 2021 erlassenen Bundesgesetzes, wonach der Besuch von botanischen Gärten mit negativem Test zulässig sei, kündigte die Geschäftsführung der LGS GmbH die Eröffnung der Landesgartenschau für den 30. April an. Damit wurde die zuvor am 31. März getroffene Entscheidung hinfällig, dass die LGS nicht eröffnet würde, bevor im Bodenseekreis der Inzidenzwert für fünf Tage in Folge unter 100 liege.
Bis Ende Mai mussten sich Besucher zwecks eventueller Kontaktverfolgung zunächst registrieren und einen Zeitfenster für ihren Besuch online buchen sowie einen negativen Corona-Schnelltest am Einlass vorweisen.
Ab 31. Mai traten Erleichterungen in Kraft, womit weder ein Corona-Test noch die Buchung eines Zeitfensters für Tagesbesucher benötigt wurden. Allgemein gelten aber die AHA-Regeln und in geschlossenen Bereichen ist das Tragen einer Schutzmaske gefordert.

## Rahmenprogramm (Auswahl)
Im Rahmenprogramm der Gartenschau wurde am 19. September 2021 auf der Seebühne der Bodensee-Literaturpreis 2020 überreicht: Die Schriftstellerin Monika Helfer wurde für ihr Gesamtwerk ausgezeichnet.

## Bildergalerie

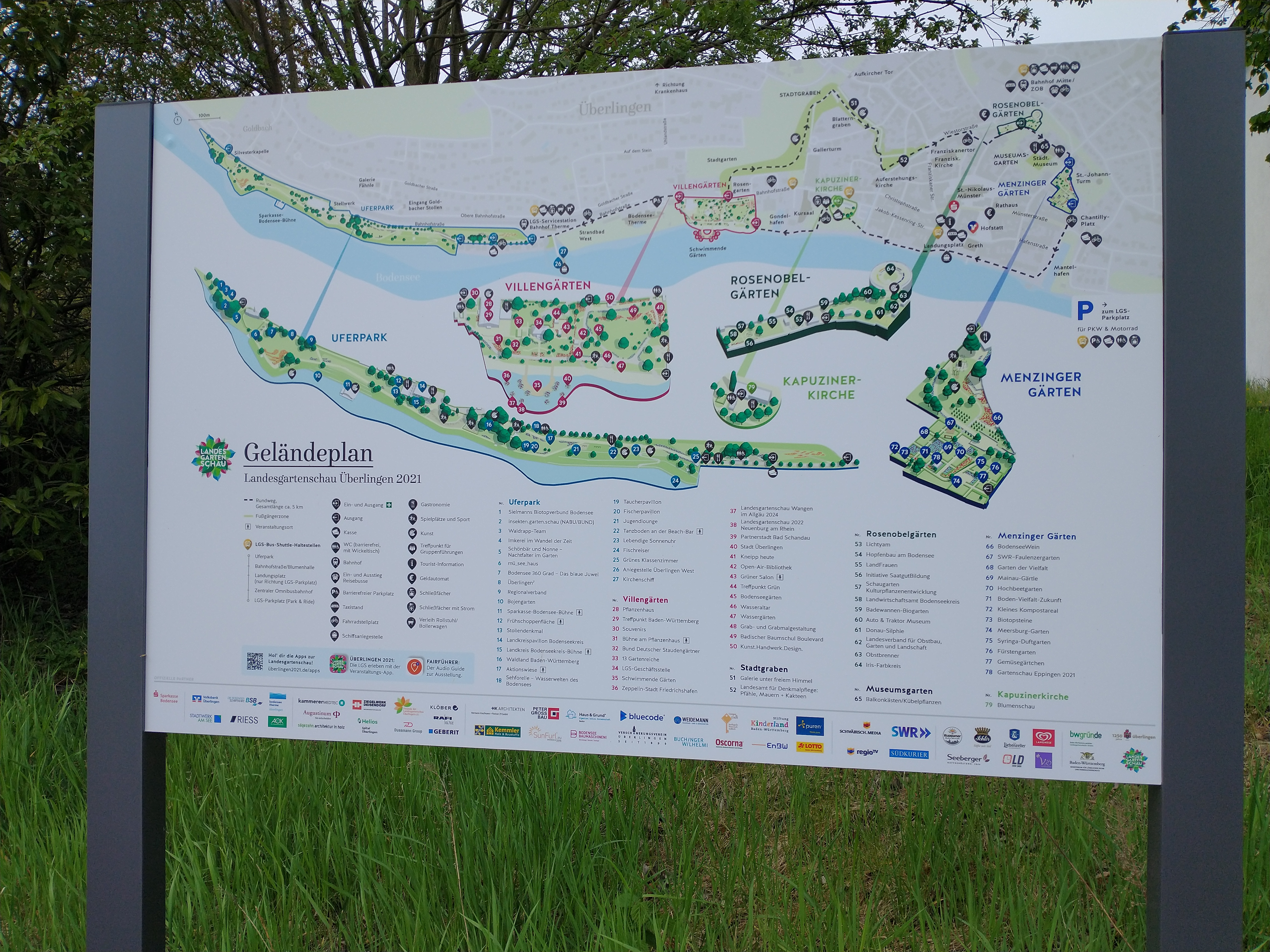
Geländeplan
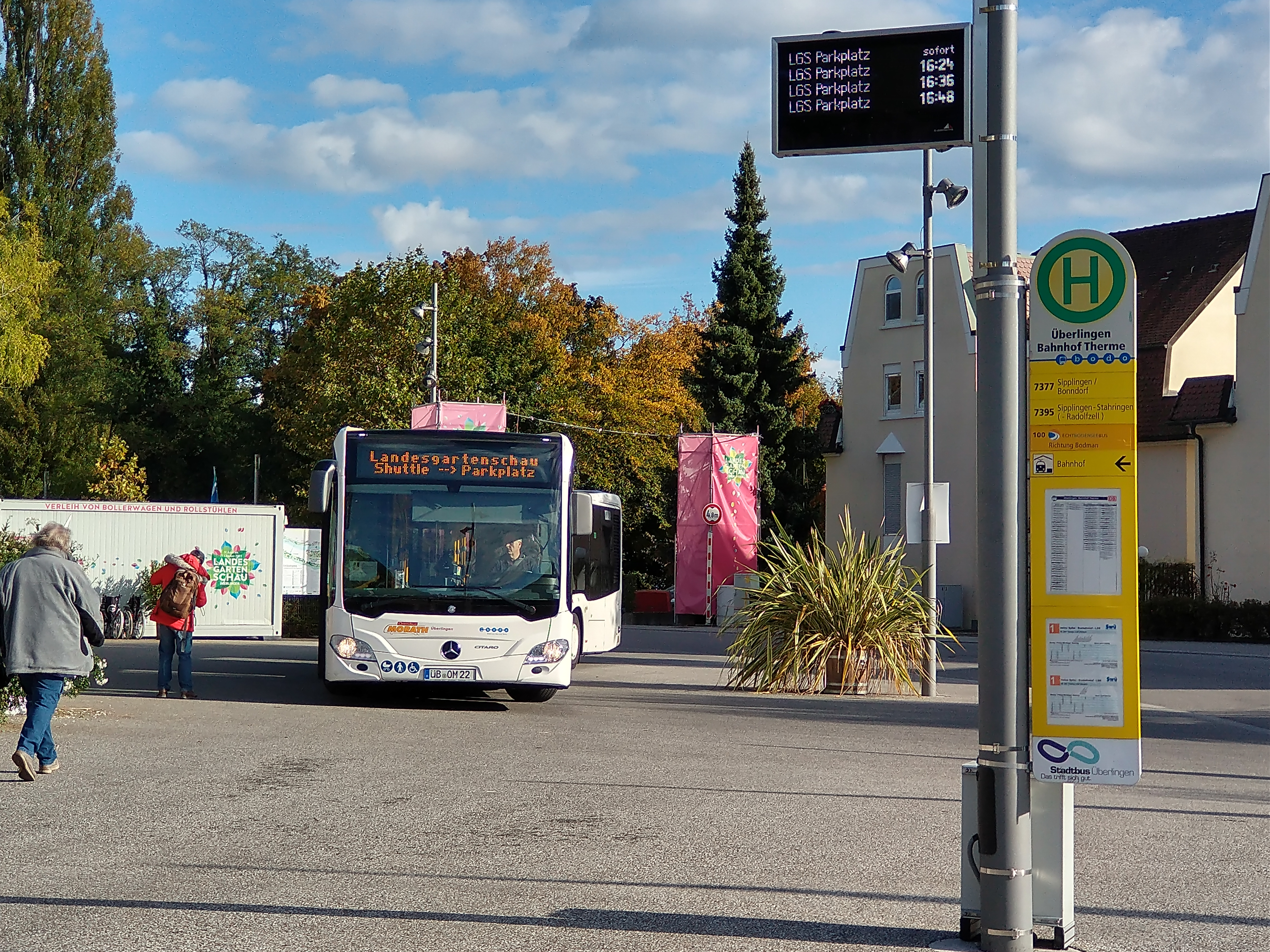
Pendelverkehr zwischen dem Parkplatz und dem Uferpark
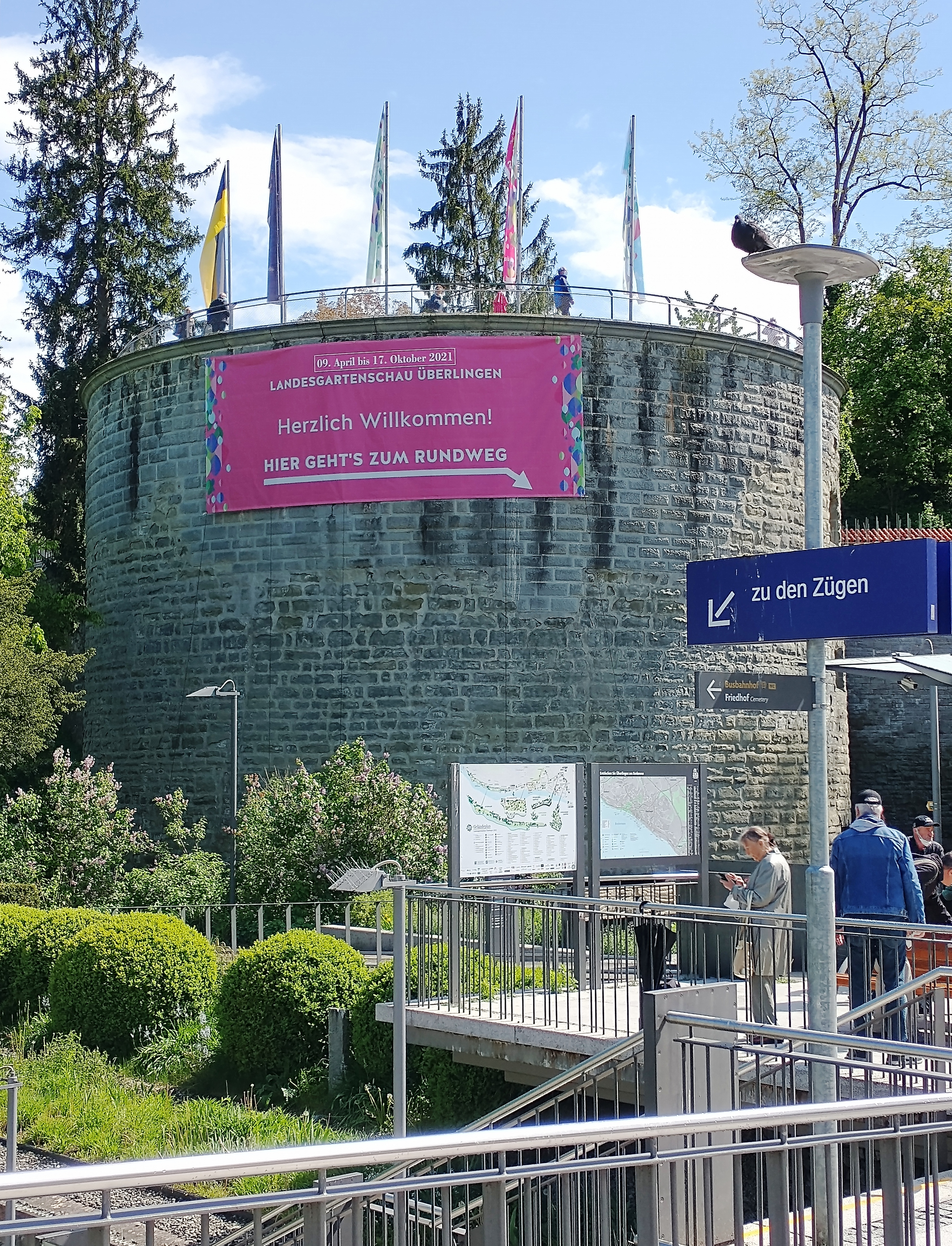
Rosenobelturm
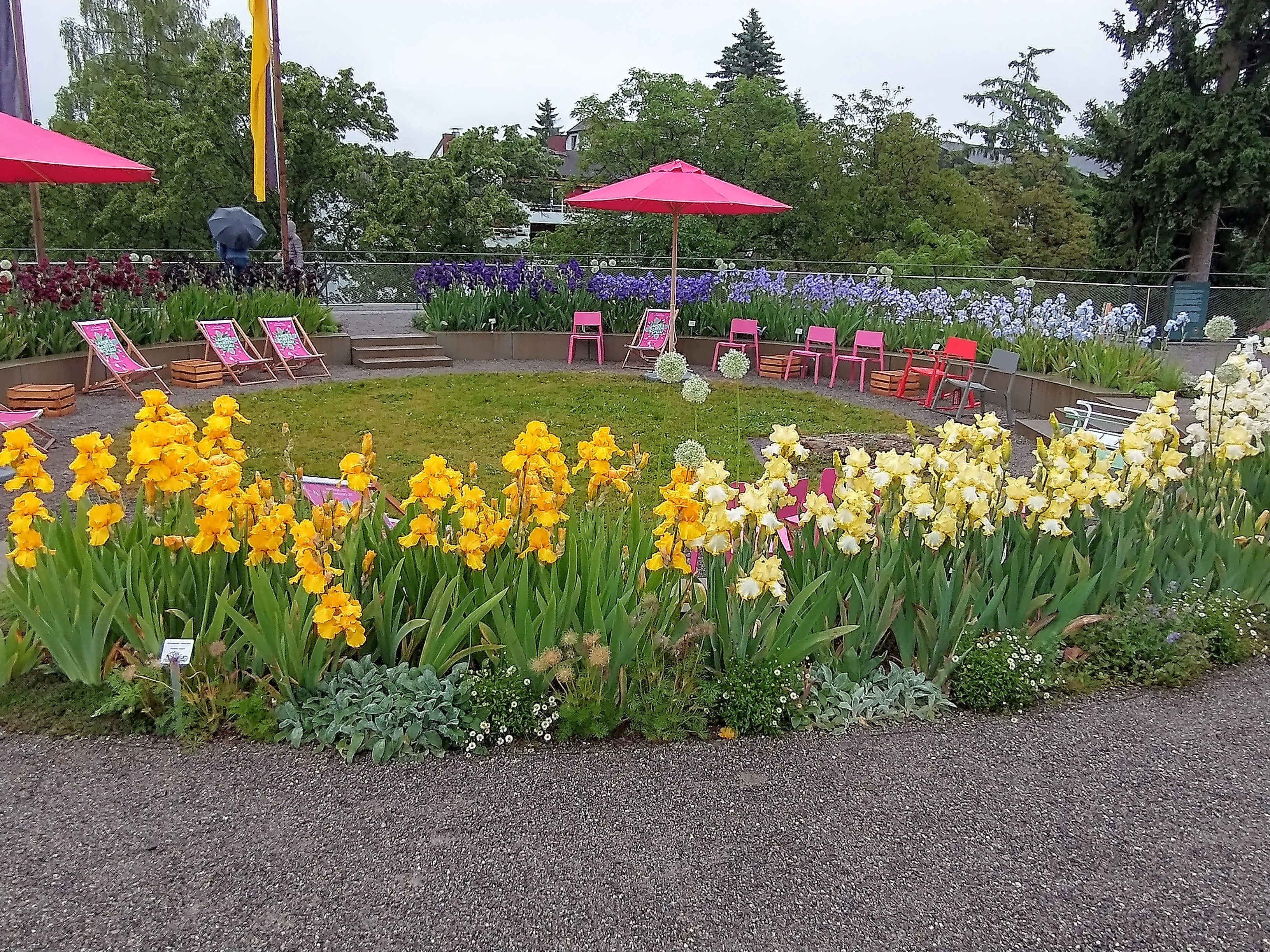
Iris-Farbkreis (Rosenobelgärten)
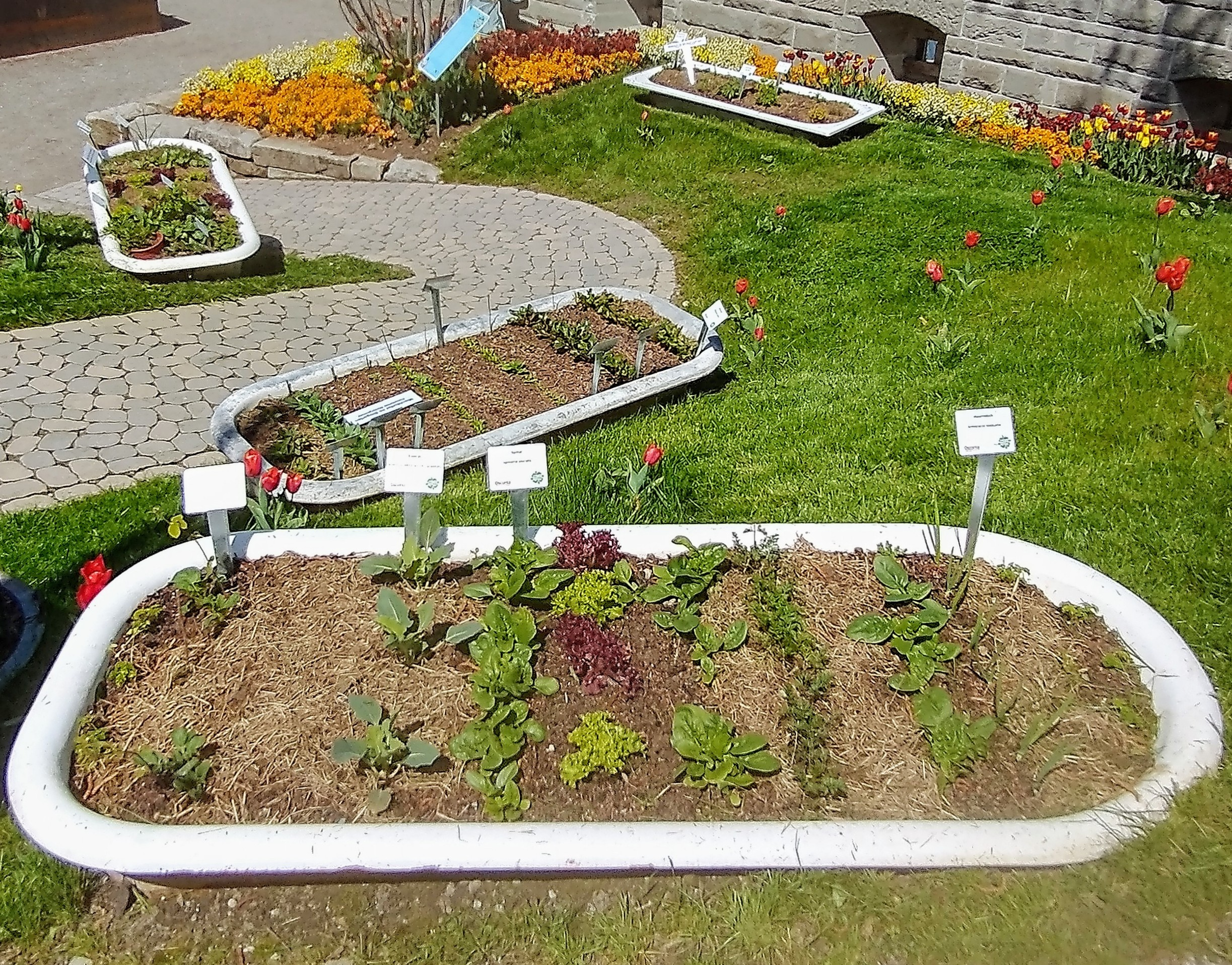
Musterbeete (Rosenobelgärten, in alten Badewannen)
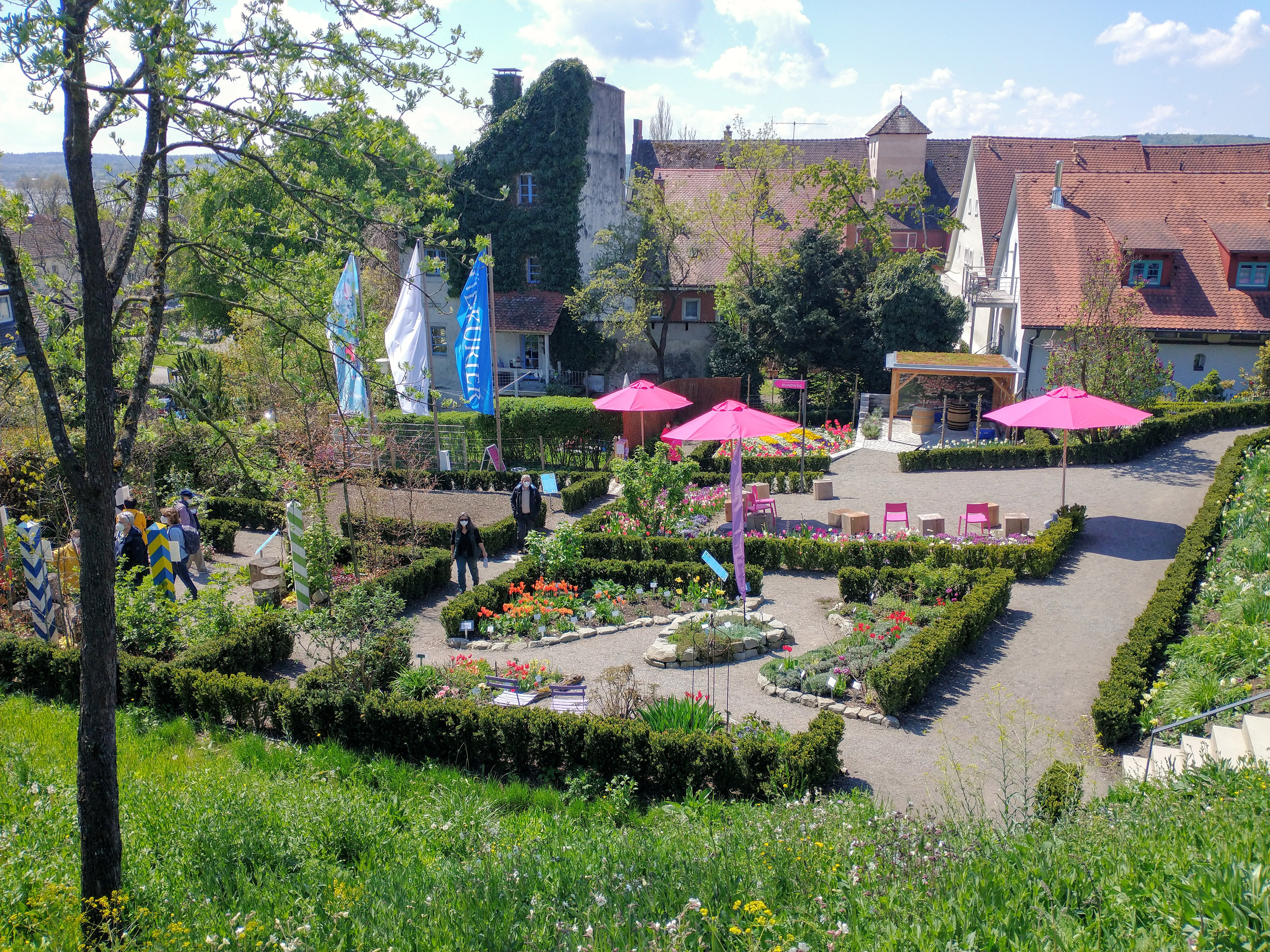
Menzinger Gärten mit Tulpenbeeten (Mai)
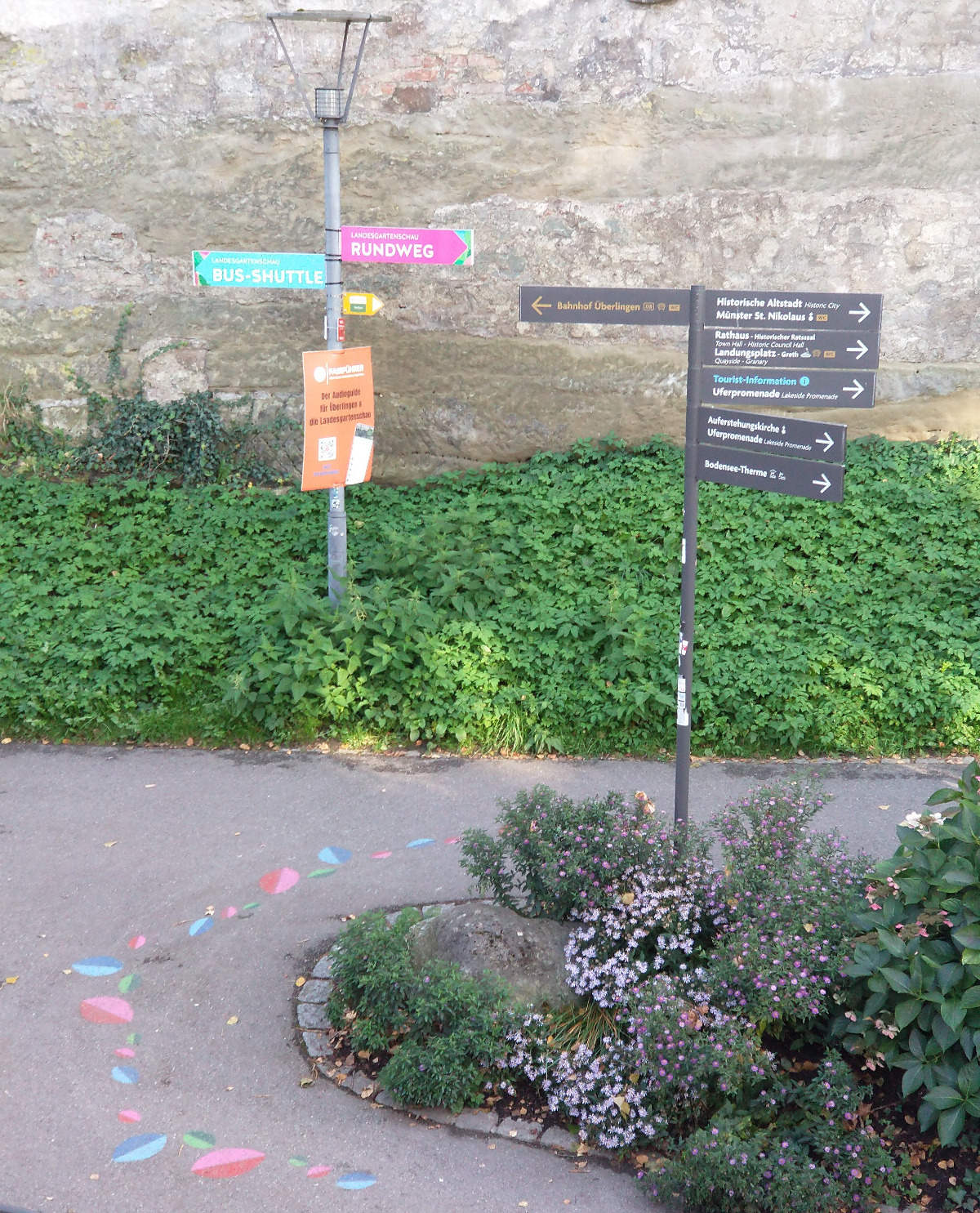
Beschriftung für Besucher auf dem Rundweg
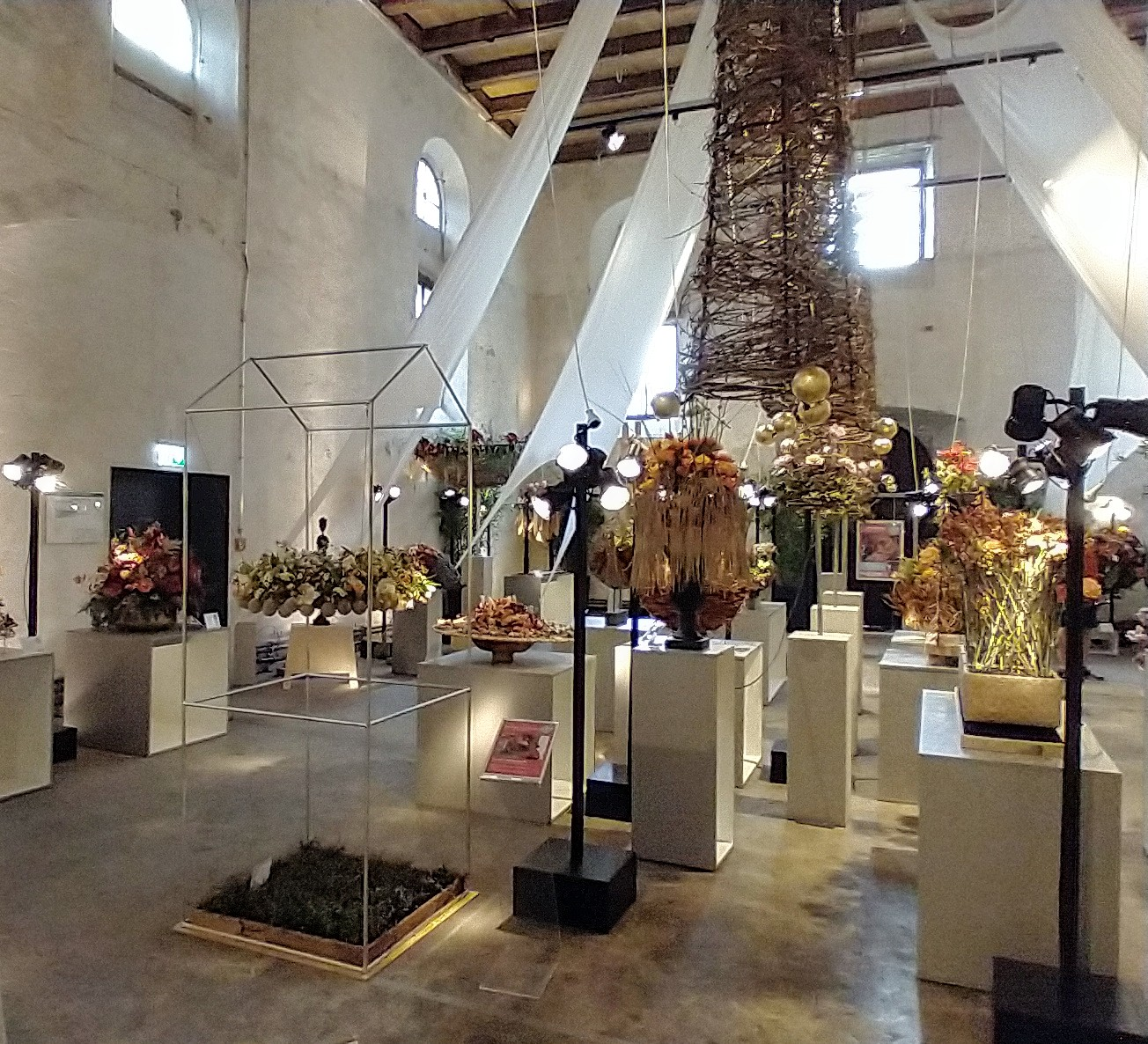
Blumenschau des FDF (Ehemalige Kapuzinerkirche, Juni)
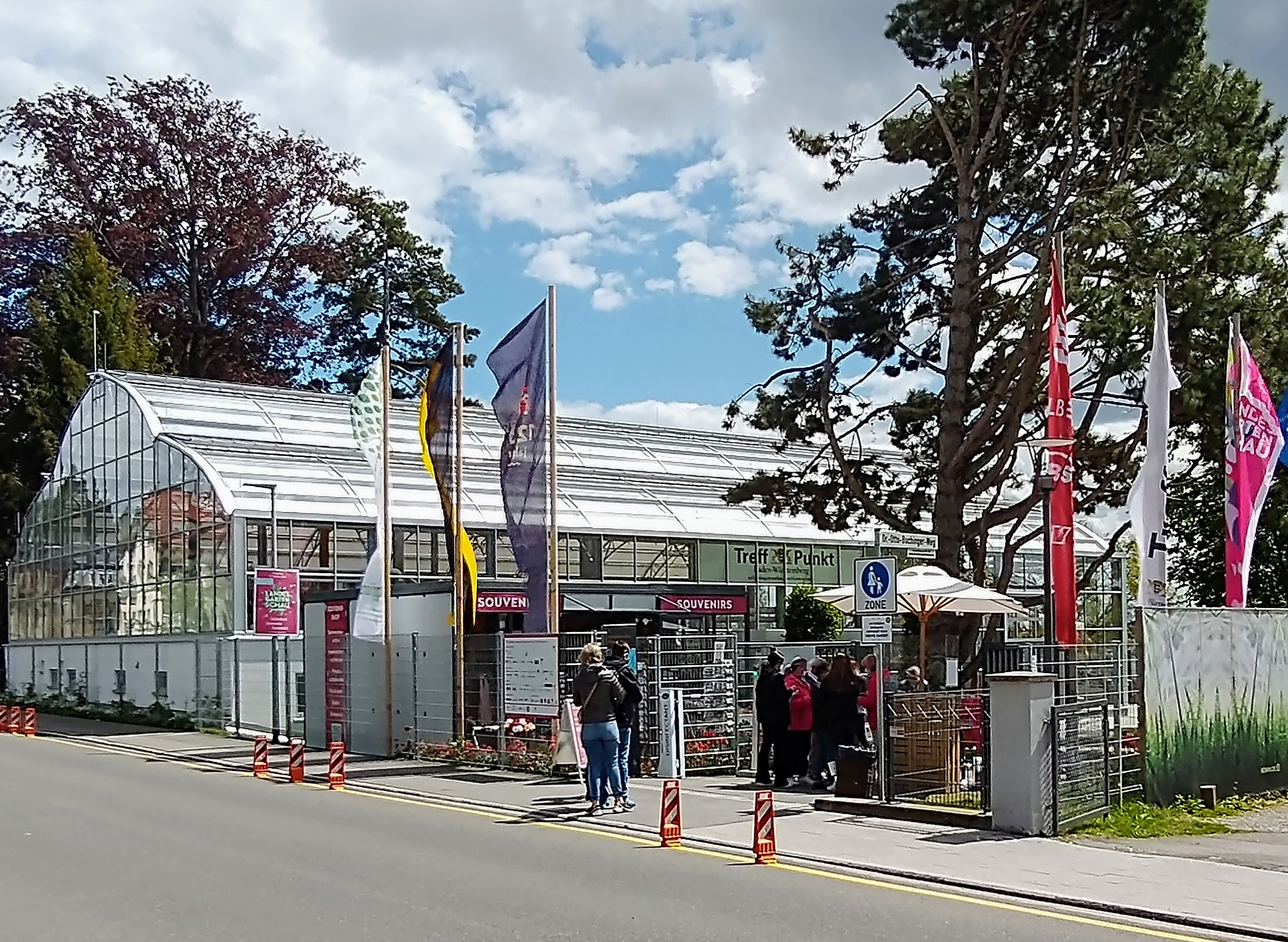
Eingang zu den „Villengärten“ mit „Orangerie“ (Ausstellungen)
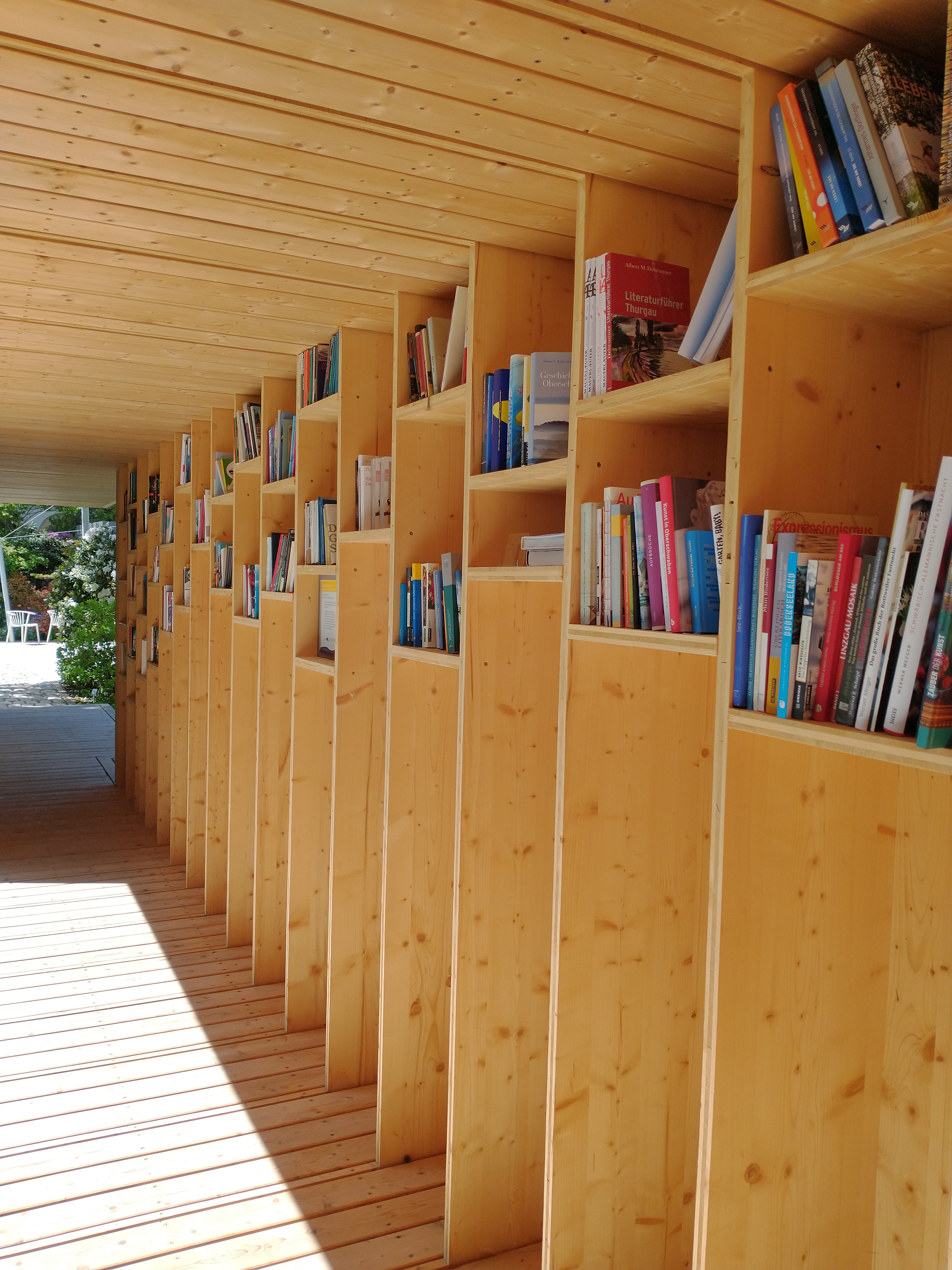
„Open-Air-Bibliothek“ (Villengärten)
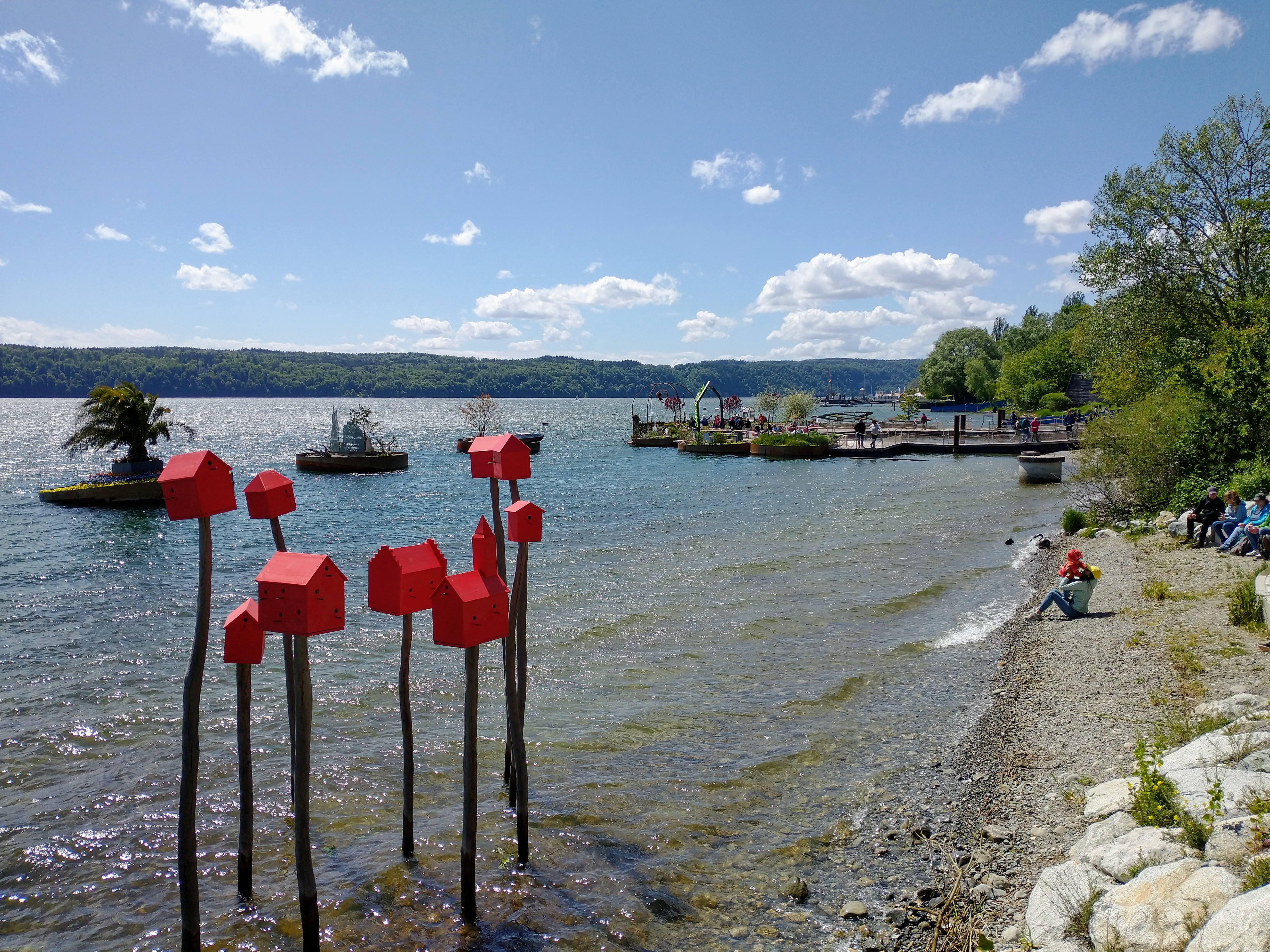
„Wassergärten“ (wie vor)
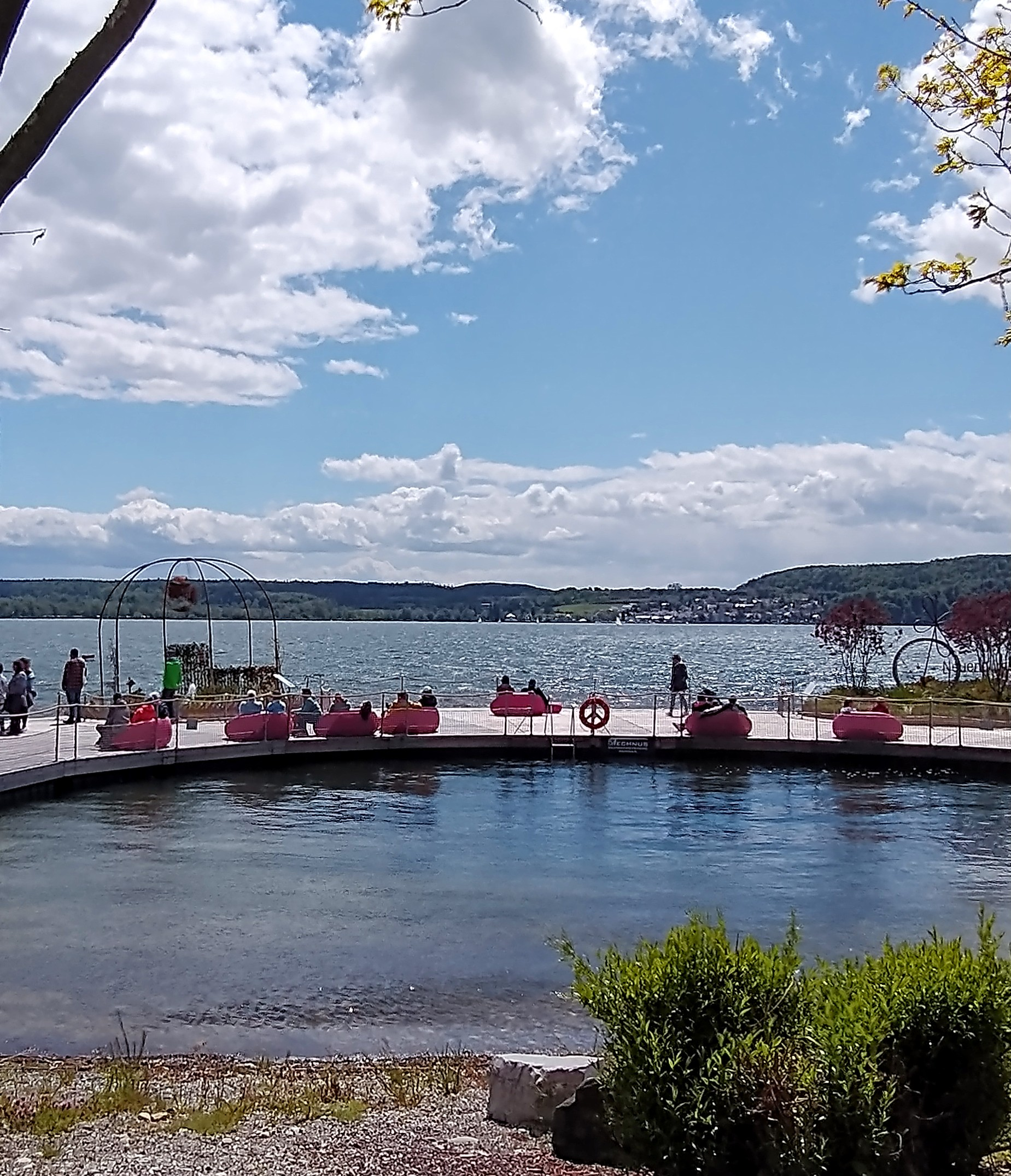
„Schwimmende Gärten“ (wie vor)
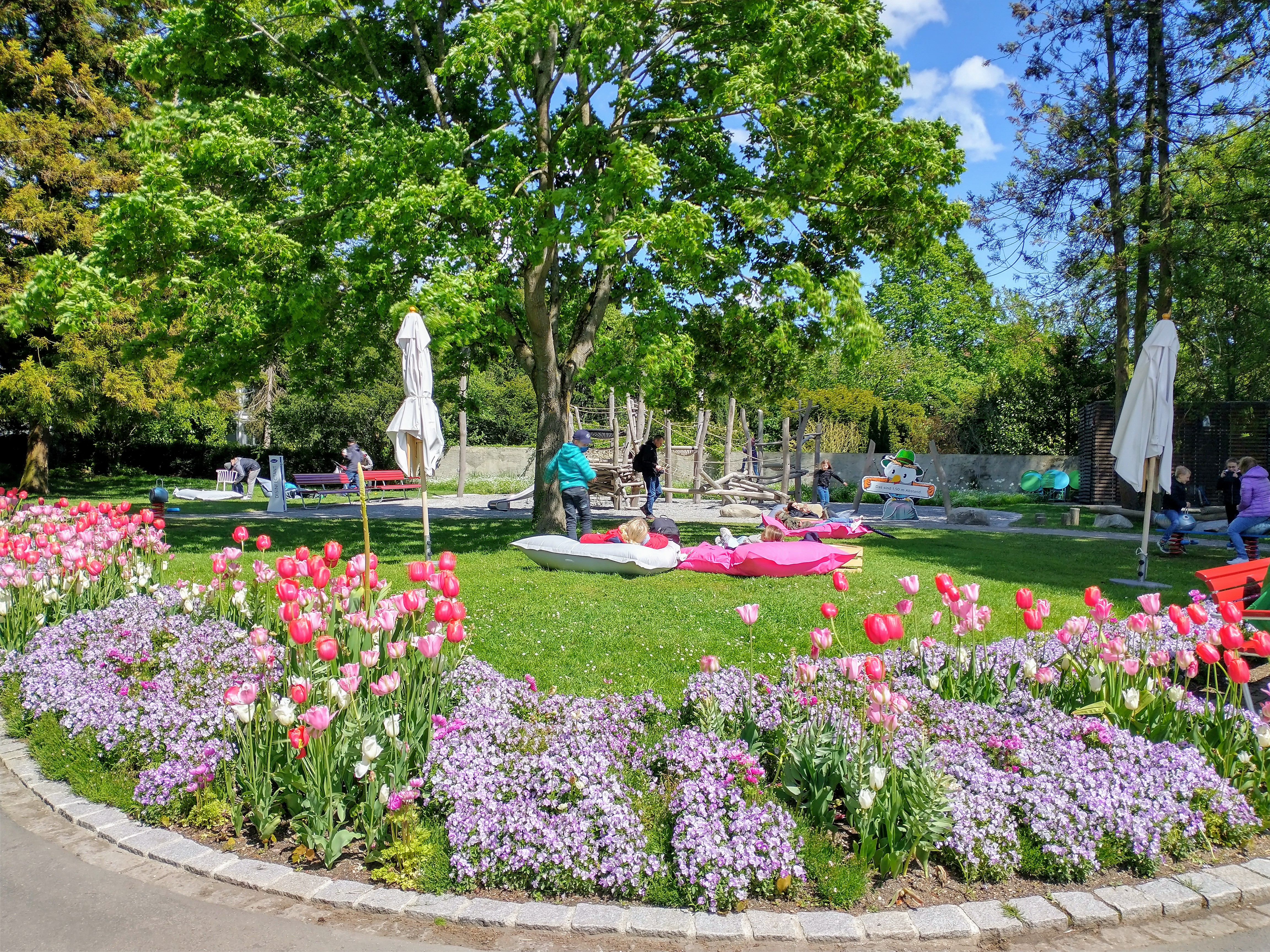
Spielplatz (wie vor)
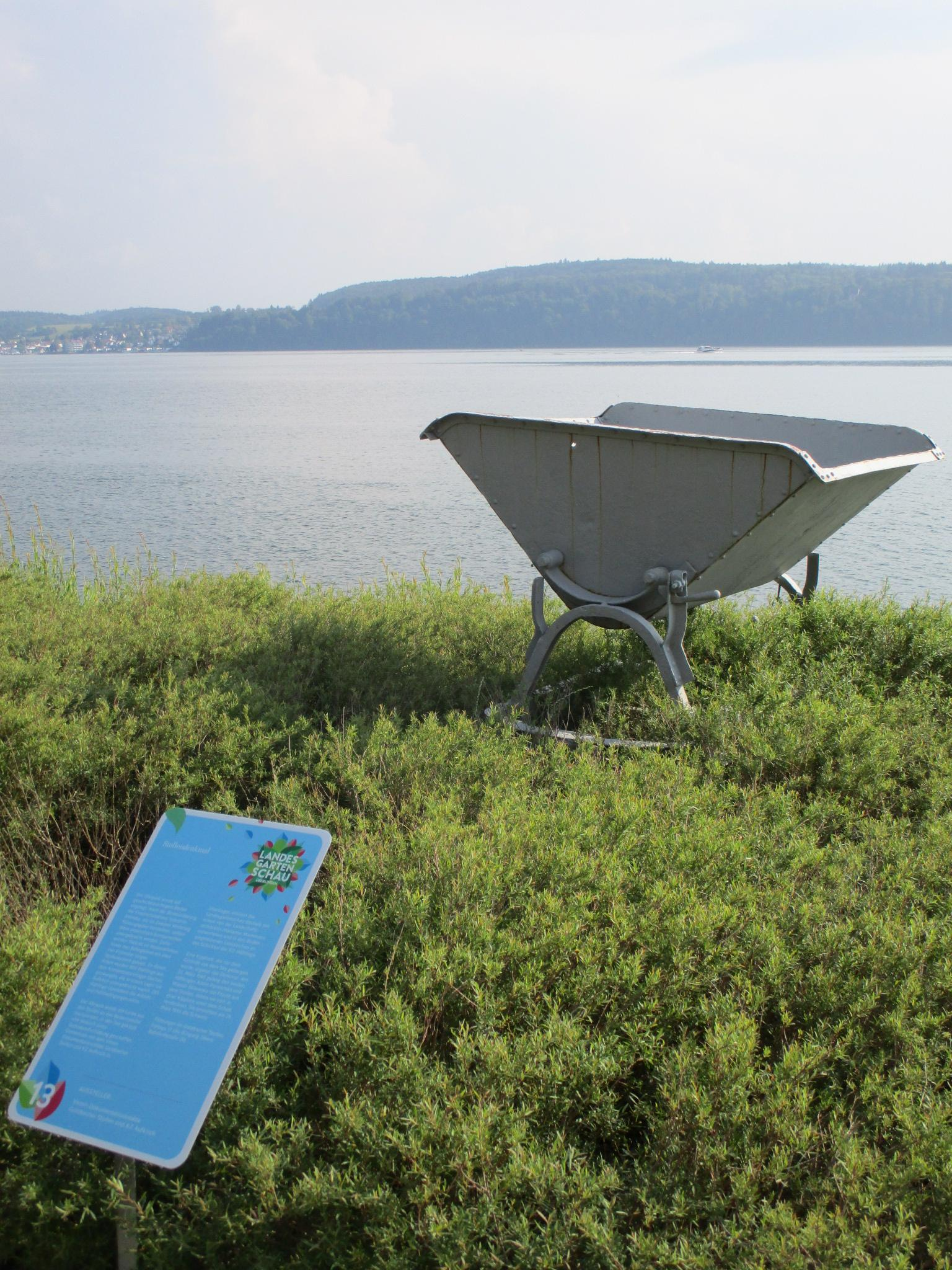
„Lesezeichen“ Goldbacher Stollen
„Uferpark“ (vor Goldbach)
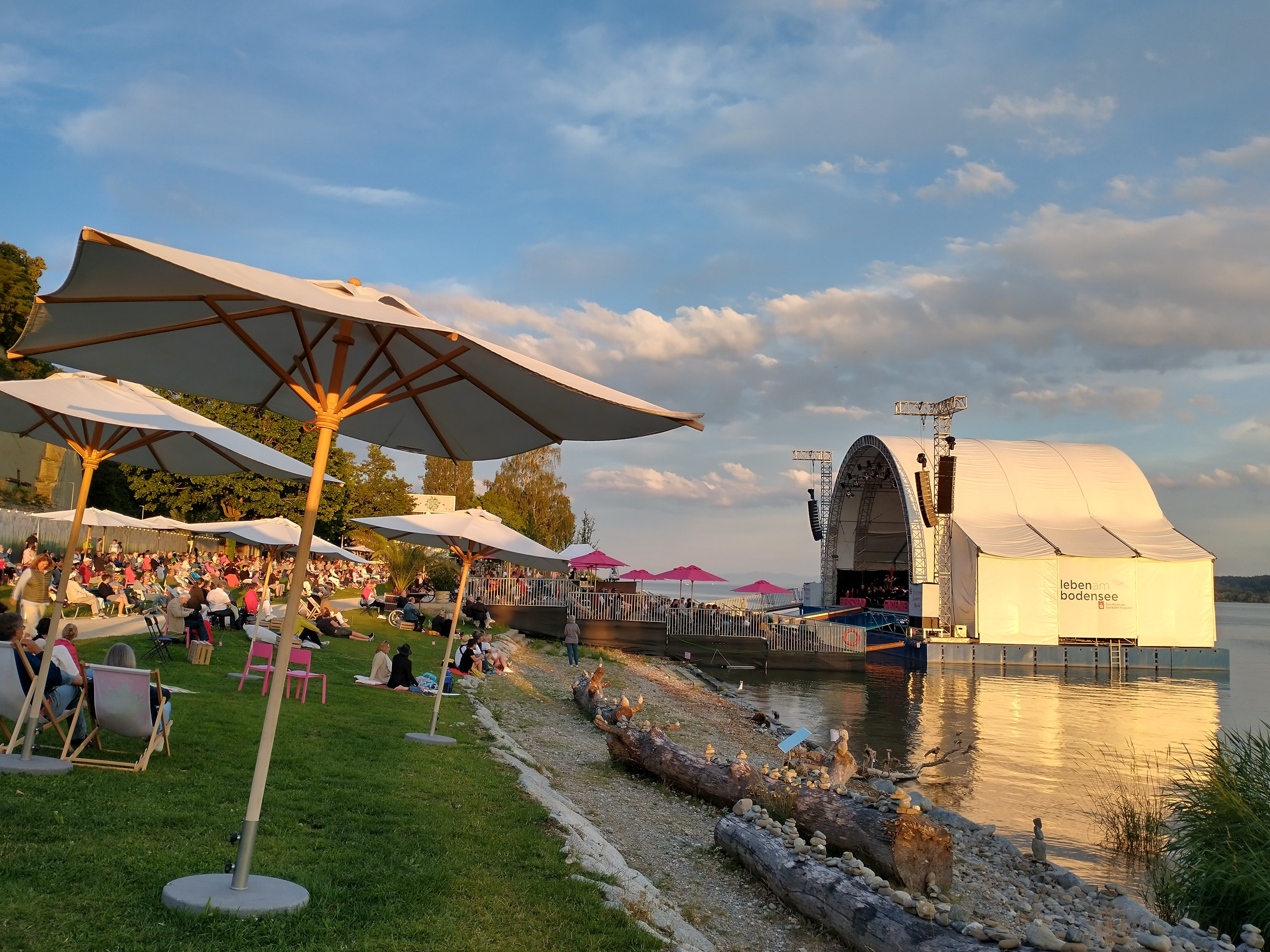
Sitzplätzen vor der großen Bühne am Ufer des Bodensees (Juli)
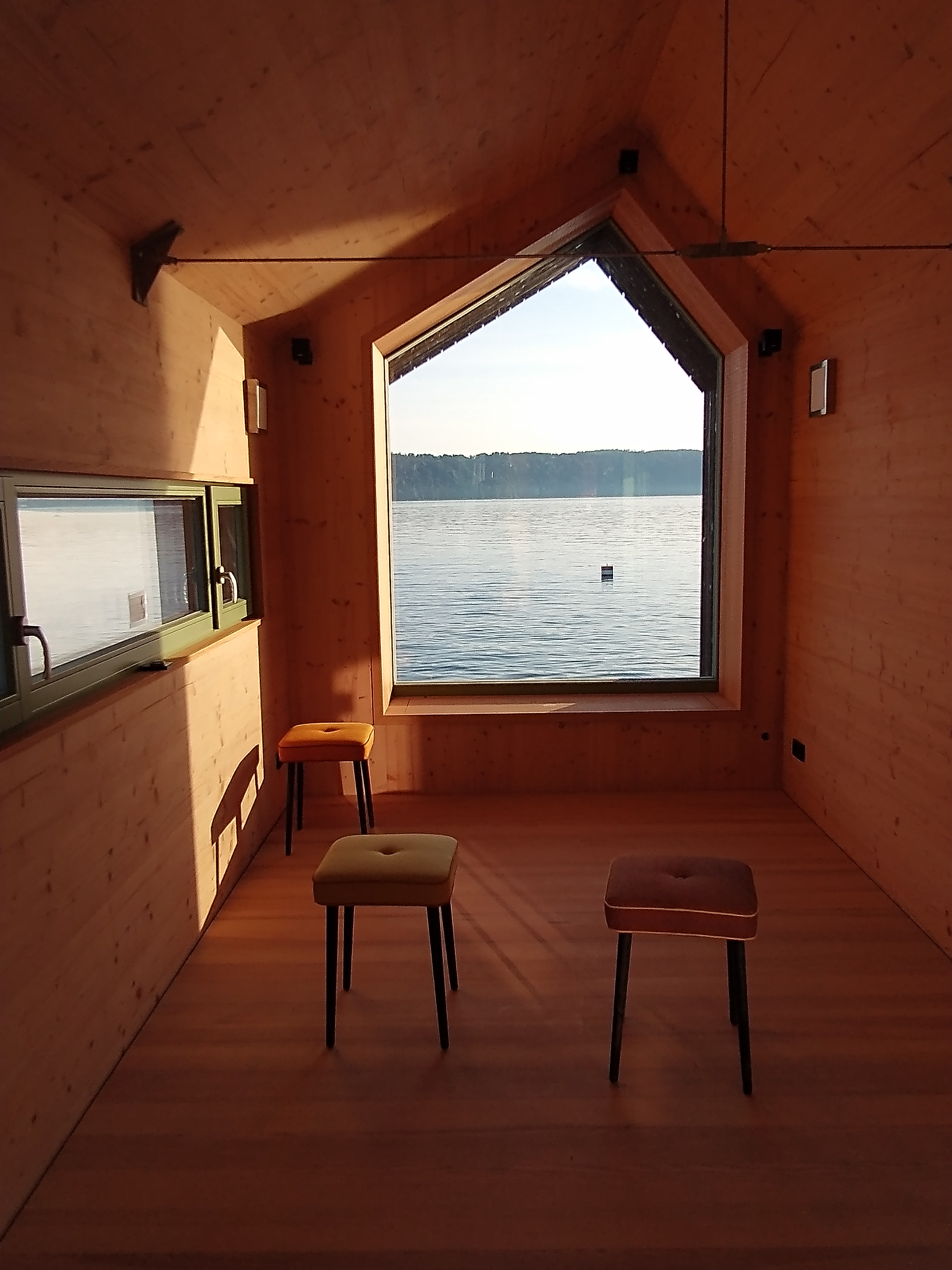
mü_see_haus (tiny house) im Uferpark
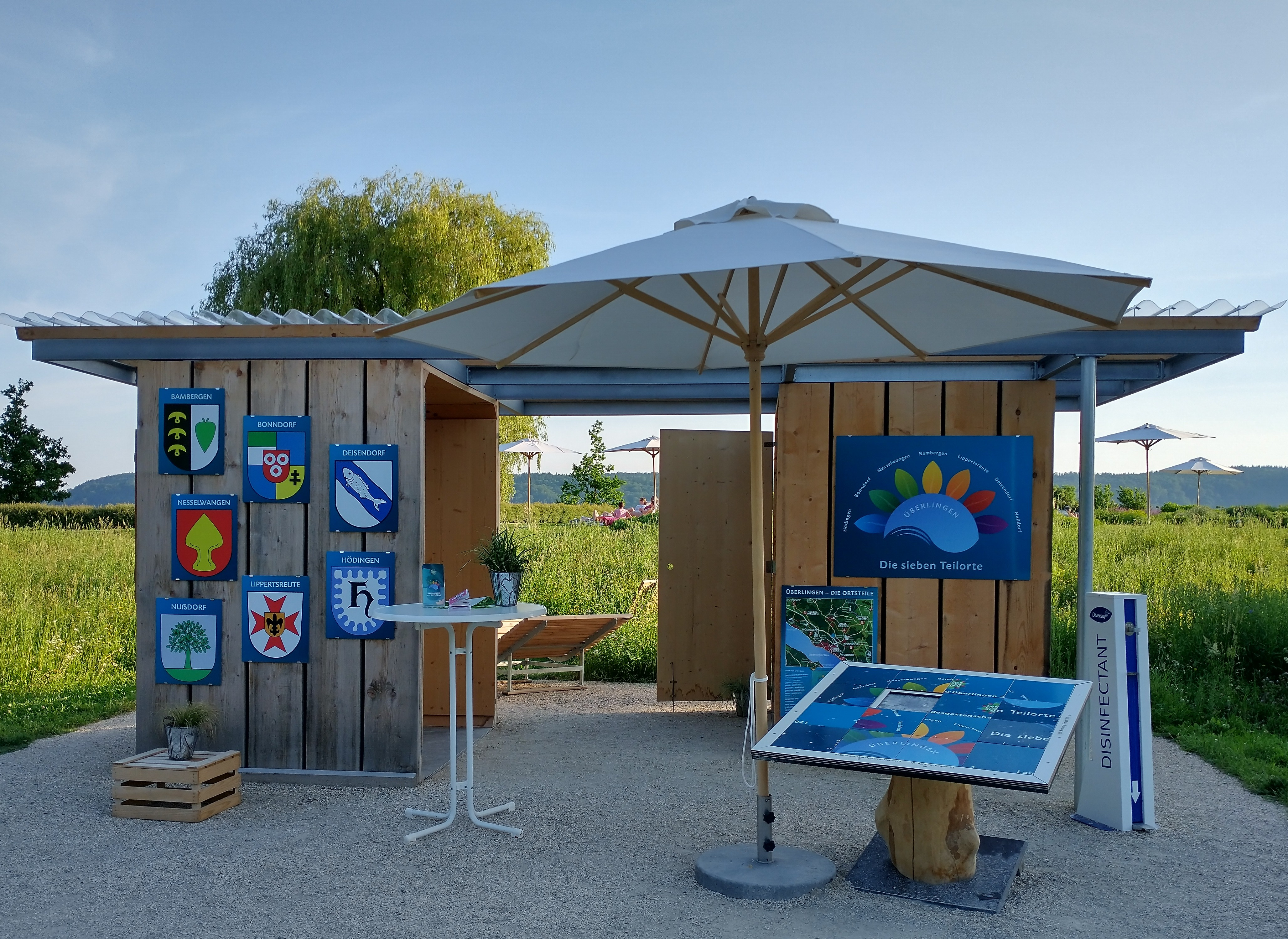
Informationsstand der sieben Teilorte von Überlingen
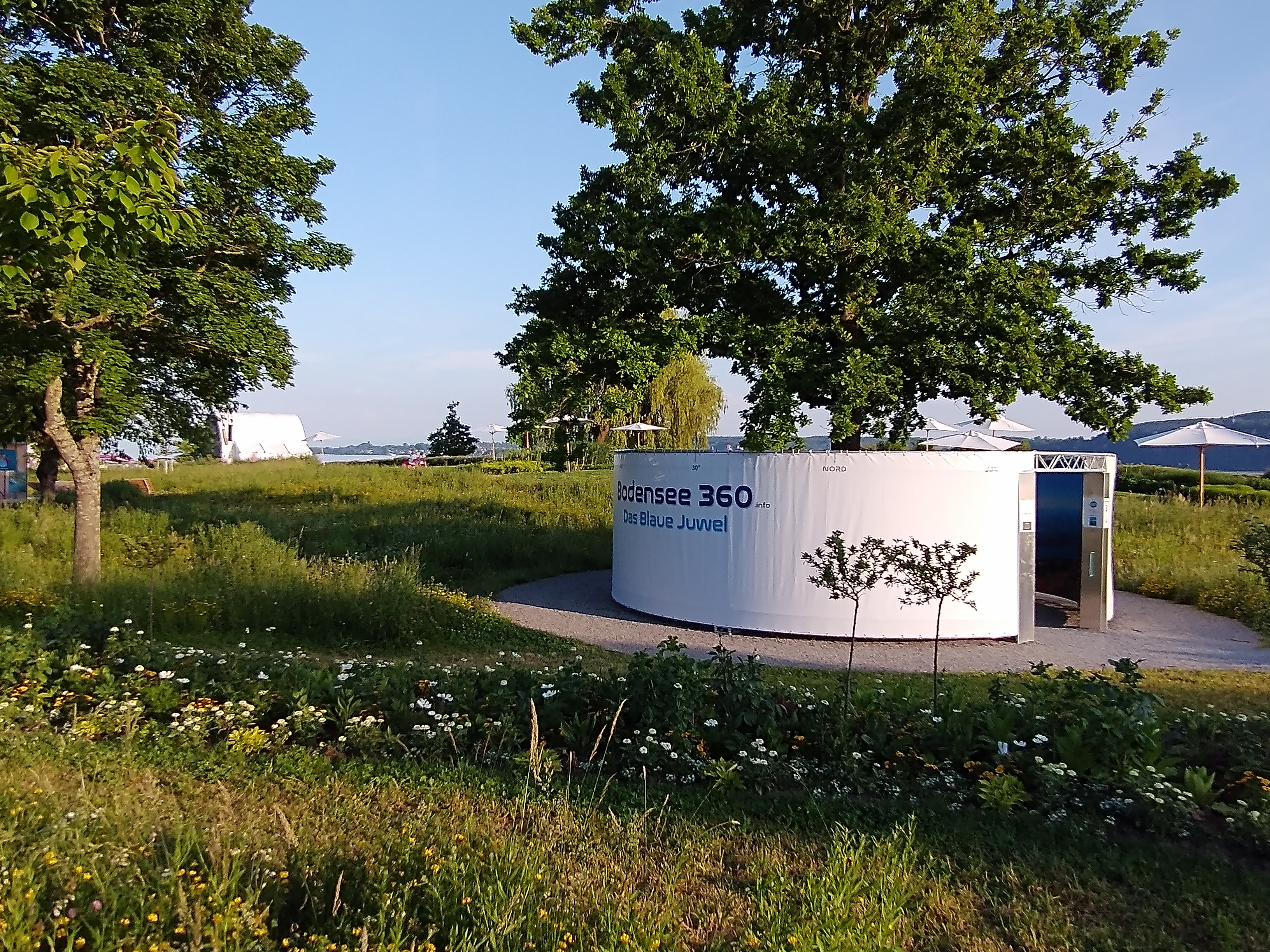
360-Grad-Panorama vom Bodenseeraum
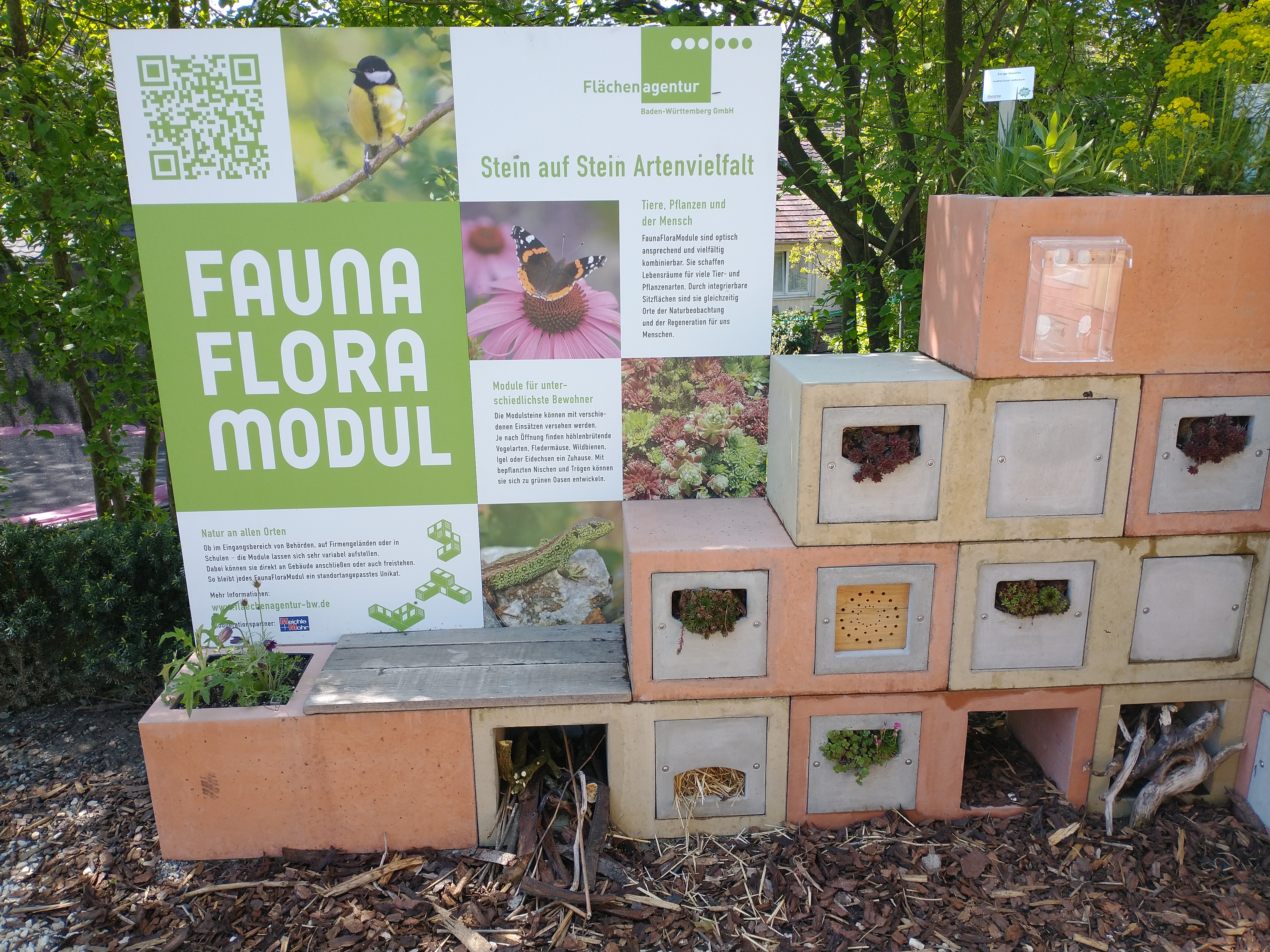
Schaubilder zur Artenvielfalt in den Menzingergärten
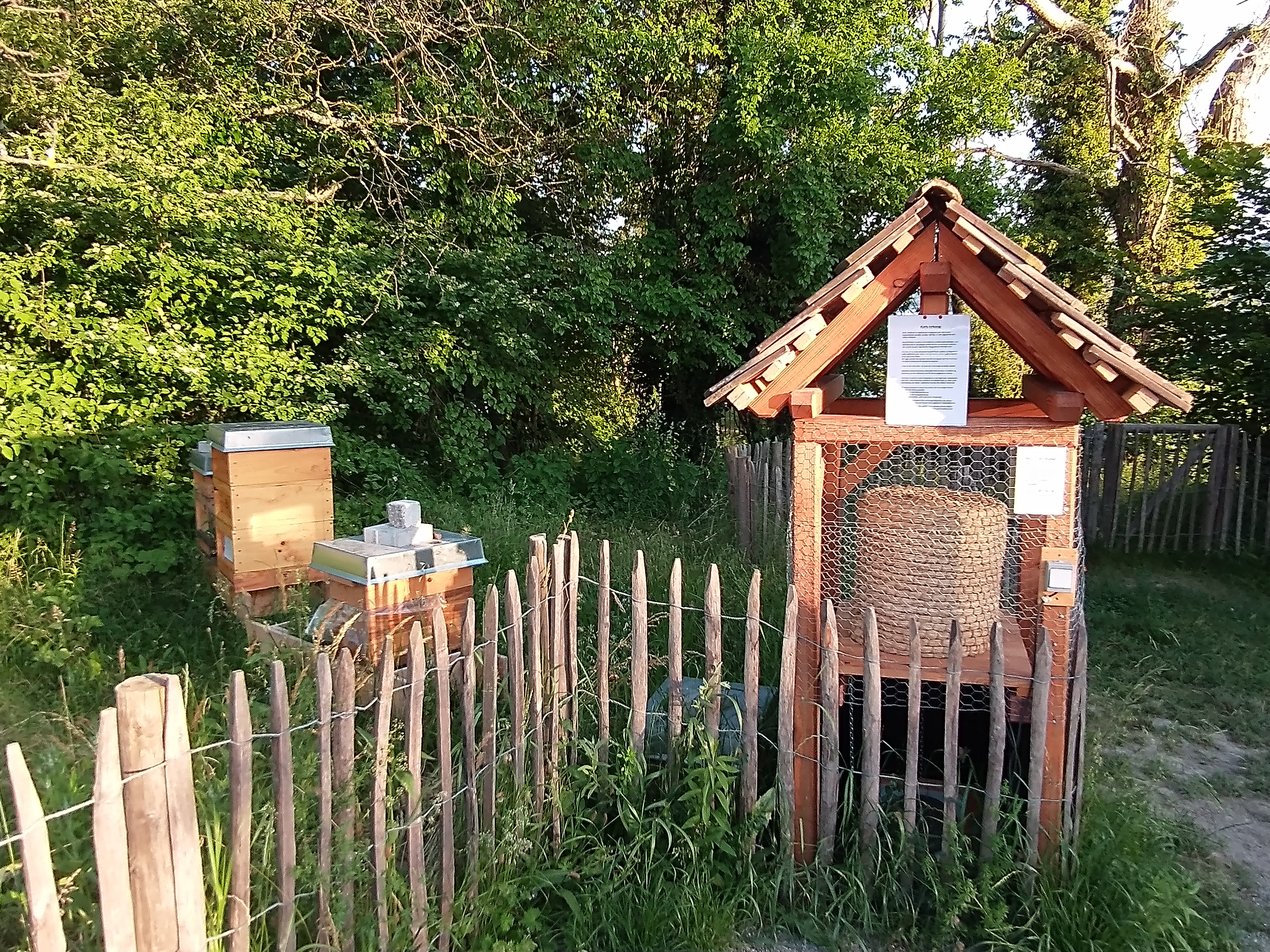
Bienenstöcke im Uferpark